# Caroline Feuillas-Creusy
Caroline Feuillas-Creusy, née le 19 mars 1861 à Paris et morte le 26 juin 1931 à Saint-Mandé, est une peintre française.

## Biographie

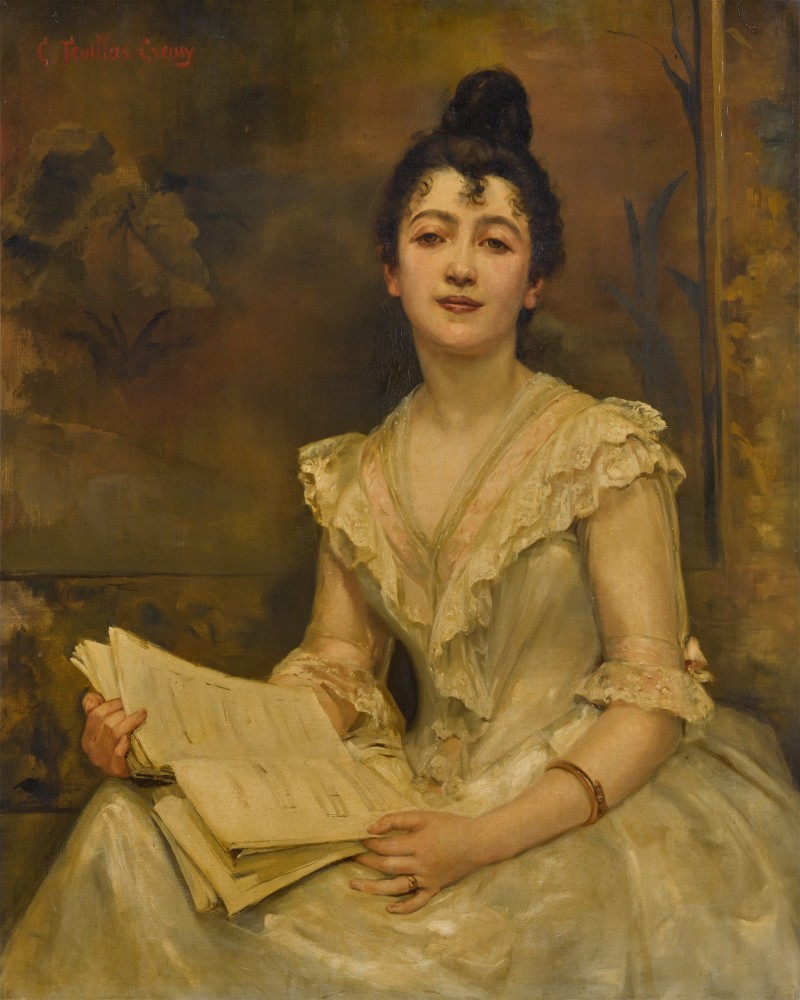
Portrait, huile sur toile.

Victoire Caroline Creusy est la fille d'Édouard Armand Creusy et de Salomé Meyer, fabricants d'éventails.
Élève de son père, de Charles Donzel, de Charles Camino, d'Eugène Levasseur, de Jules Lefebvre, de Carolus-Duran et de Jean-Jacques Henner, elle réalise des portraits et des miniatures et expose au Salon de 1880 à 1930. Sociétaire en 1883, elle obtient une médaille de bronze à l'Exposition universelle de 1889 et une mention honorable en 1895.
Elle enseigne dans les écoles municipales de Paris dès 1883 et est inspectrice de l'enseignement du dessin de la ville de Paris.
En 1886, elle épouse Eugène Feuillas, employé de banque. Ses filles Suzanne Thuillier-Feuillas et Andrée Gaudubois-Feuillas exposeront également au Salon.
Elle est membre du jury de l'Union des femmes peintres et sculpteurs, membre du comité de la région de Vincennes et admise au Salon Triennal et au Petit Palais.
Elle est officier d'Académie en 1899 puis officier de l'Instruction publique.
Elle meurt à l'âge de 70 ans à Saint-Mandé. Elle est inhumée auprès de son époux et de ses filles au cimetière de La Chapelle-la-Reine.